# Giampaolo Ambrosi
Giampaolo Ambrosi (Pergine Valsugana, 28 luglio 1940) è un ex slittinista italiano, campione mondiale nella specialità del doppio a Krynica-Zdrój 1962.

## Biografia
In carriera ha partecipato ai Giochi olimpici invernali di a Innsbruck 1964, dove si piazzò al quindicesimo posto nel singolo e al quinto nel doppio (in coppia con Giovanni Graber).
Prese inoltre parte a svariate edizioni dei campionati mondiali, conquistato in totale una medaglia d'oro nel doppio, ottenuta a Krynica-Zdrój 1962 in coppia con Graber, mentre nel singolo totalizzò quale miglior piazzamento il 14º posto, raggiunto nell'edizione di Davos 1965.
È stato insignito dal CONI della Medaglia d'oro al valore atletico per la vittoria conseguita nel doppio ai mondiali del 1962.

## Palmarès

### Mondiali
- 1 medaglia:
  - 1 oro (doppio a Krynica-Zdrój 1962).